# 2010 en Haïti
Chronologie d'Haïti
- 2006
- 2007
- 2008
- 2009
- 2010
- 2011
- 2012
- 2013
- 2014

## Événements

### Janvier
- 12 janvier : un séisme de magnitude 7,1 frappe l'île, suivi d'une réplique le 20 janvier provoquant la mort de 220 000 personnes selon les estimations.

### Octobre
Une épidémie de choléra importée par des casques bleus népalais se déclare. Elle causera près de 10 000 morts au cours des années 2010.